# Juan Emilio Hernandez Giro
Juan Emilio Hernandez Giro, né le 28 mai 1882 à Santiago de Cuba, mort le 7 novembre 1953 à La Havane, est un peintre, graveur, illustrateur, aquarelliste cubain.

## Biographie
Juan Emilio Hernandez Giro voit le jour à Santiago de Cuba le 28 mai 1882 . Très jeune son goût des arts plastiques est encouragé par son père Rodolfo Hernandez qui est son premier professeur.
 En 1897 lors de la guerre d'indépendance la famille se réfugie en Haïti où il complète sa formation artistique.
 en 1901 de retour à Cuba , il représente les épisodes de la guerre d'indépendance et obtient ainsi que son frère également peintre une bourse d'études pour l'Europe.
Il séjourne d'abord à Barcelone, puis à Paris de 1904 à 1912.
Il est alors élève à l'Académie de la Grande Chaumière et à l'Académie Colarossi avec Ernest Édouard Martens comme enseignant,,,.
En 1914, lors d'un second séjour il épouse, à Saint-Jean-de-Losne le 11 juillet, Marie Ange Anita Rousseau  originaire également de Santiago de Cuba.
Le couple séjourne en France jusqu'en 1924 et a quatre enfants, dont deux filles nées à Paris avant leur retour à Cuba.
En 1922 il est fait officier d'académie et en 1924 chevalier de la légion d'honneur.
Il s'installe à La Havane et en 1925 est nommé chef du bureau des beaux arts au ministère de l'éducation puis directeur des beaux arts en 1927.
Il meurt à La Havane le 7 novembre 1953.
Son frère est le peintre et sculpteur Rodolfo Hernandez Giro émigré à Miami.

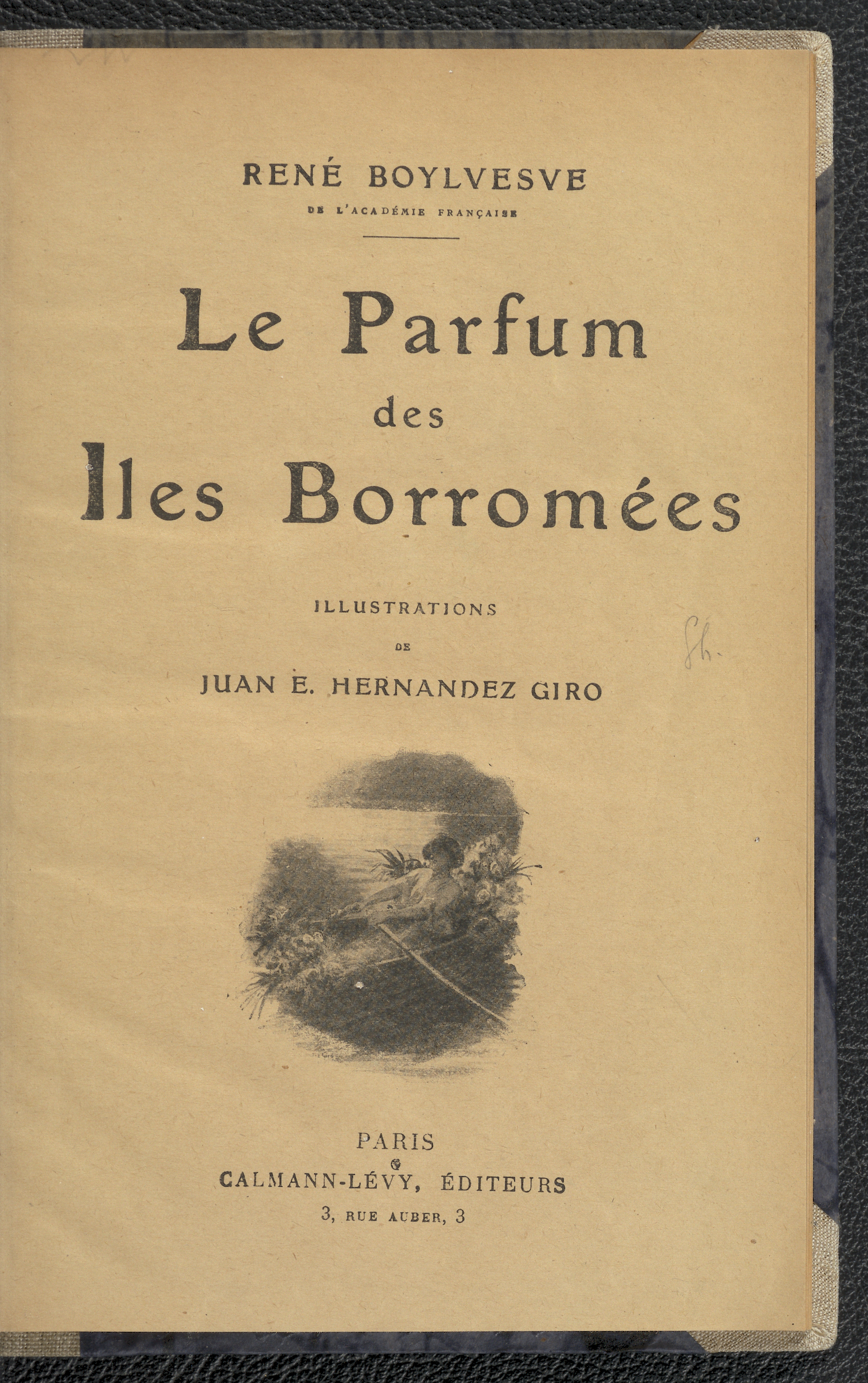
Illustrations pour Le Parfum des îles Borromées (Calmann-Lévy, 1908).

## Œuvre

### Expositions
- 1910 : Salon des indépendants (Paris)
- 1911 : Salon des indépendants
- 1912 : Salon des indépendants
- 1912 : Galerie Henri Manuel
- 1919 : Galerie la Boétie [7]
- 1920 : Salon des indépendants
- 1921 : Galerie Simonson
- 1922 : Salon des indépendants
- 1923 : Salon des indépendants
- 1924 : Salon des indépendants
- 1924 : Musée Galliera, Exposition d'Art Américain-Latin[8]
- 1930 : Séville (médaille d'or)

### Collections publiques
- Muséo Emilio Bacardi, Santiago de Cuba (Cuba)[Note 1] "El incendio de Bayamo"[Note 2], [9]

### Illustrations
- 1901 : José Martí, Playitas de Cajobabo, La Havane, 1901.
- 1908 : Parfum des îles Borromées (René Boylesve).
- 1938 : Historia grafica de Cuba (123 illustrations)

### Gravure en médaille
Créateur d'une médaille en 1929 pour l'inauguration de l'école technique industrielle président Machado

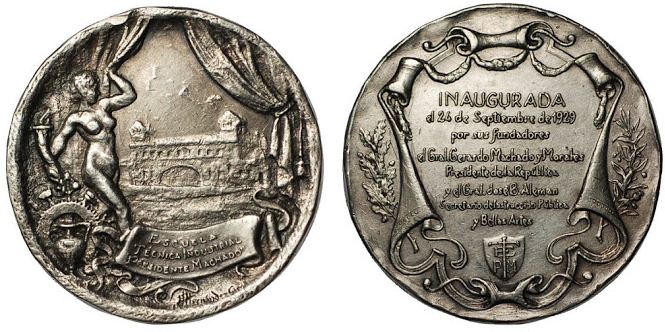
Inauguration de l'école technique industrielle président Machado
(24 septembre 1929)

### Signatures
Les premières œuvres sont signées « J. E. Hernandez Giro », puis les initiales des prénoms forment un monogramme avec le H de Hernandez, suivi du nom complet ou simplement de Hernandez G.